# Ficus talbotii
Ficus talbotii är en mullbärsväxtart som beskrevs av George King. Ficus talbotii ingår i släktet fikonsläktet, och familjen mullbärsväxter. Inga underarter finns listade i Catalogue of Life.

## Bildgalleri

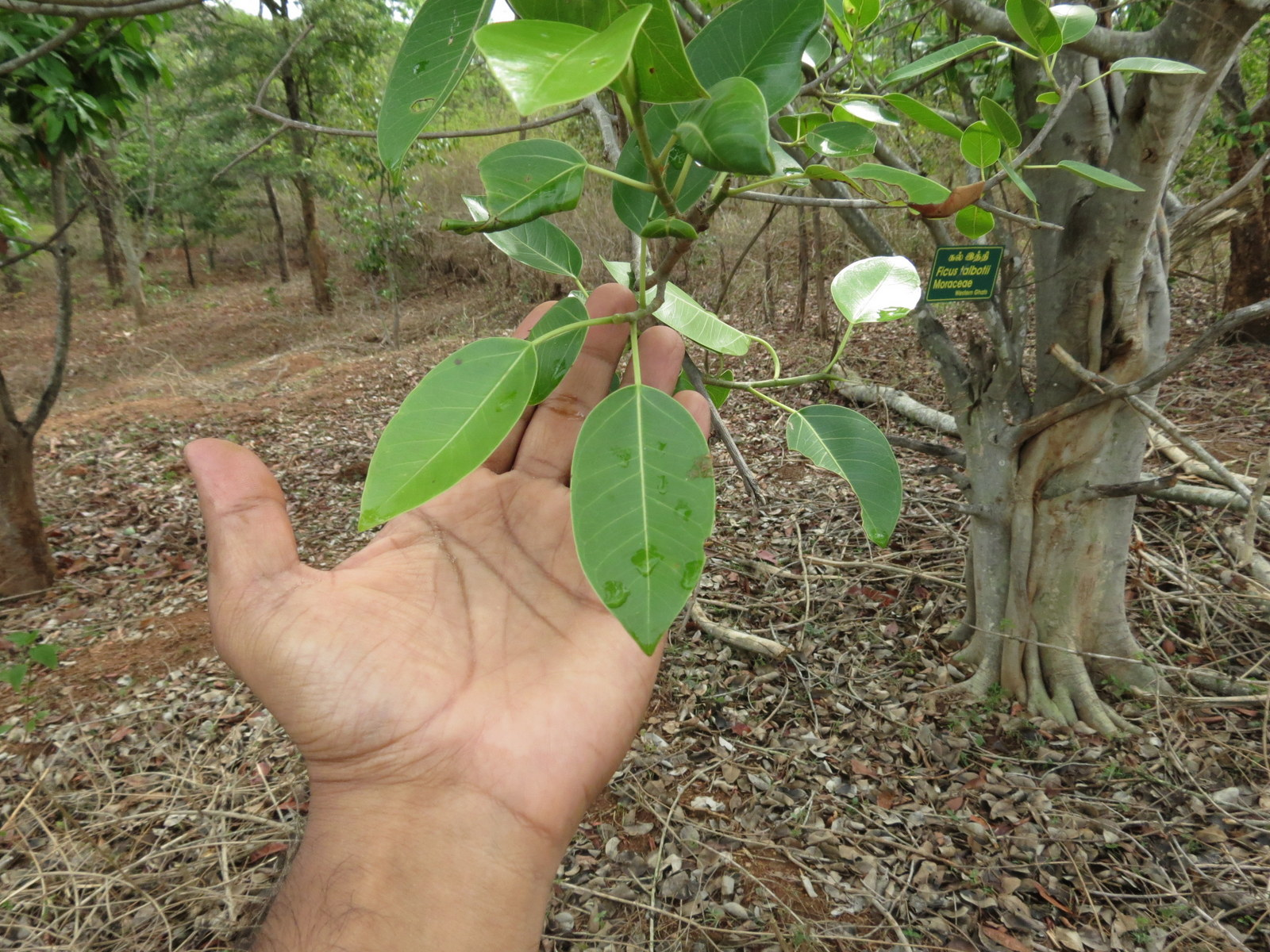
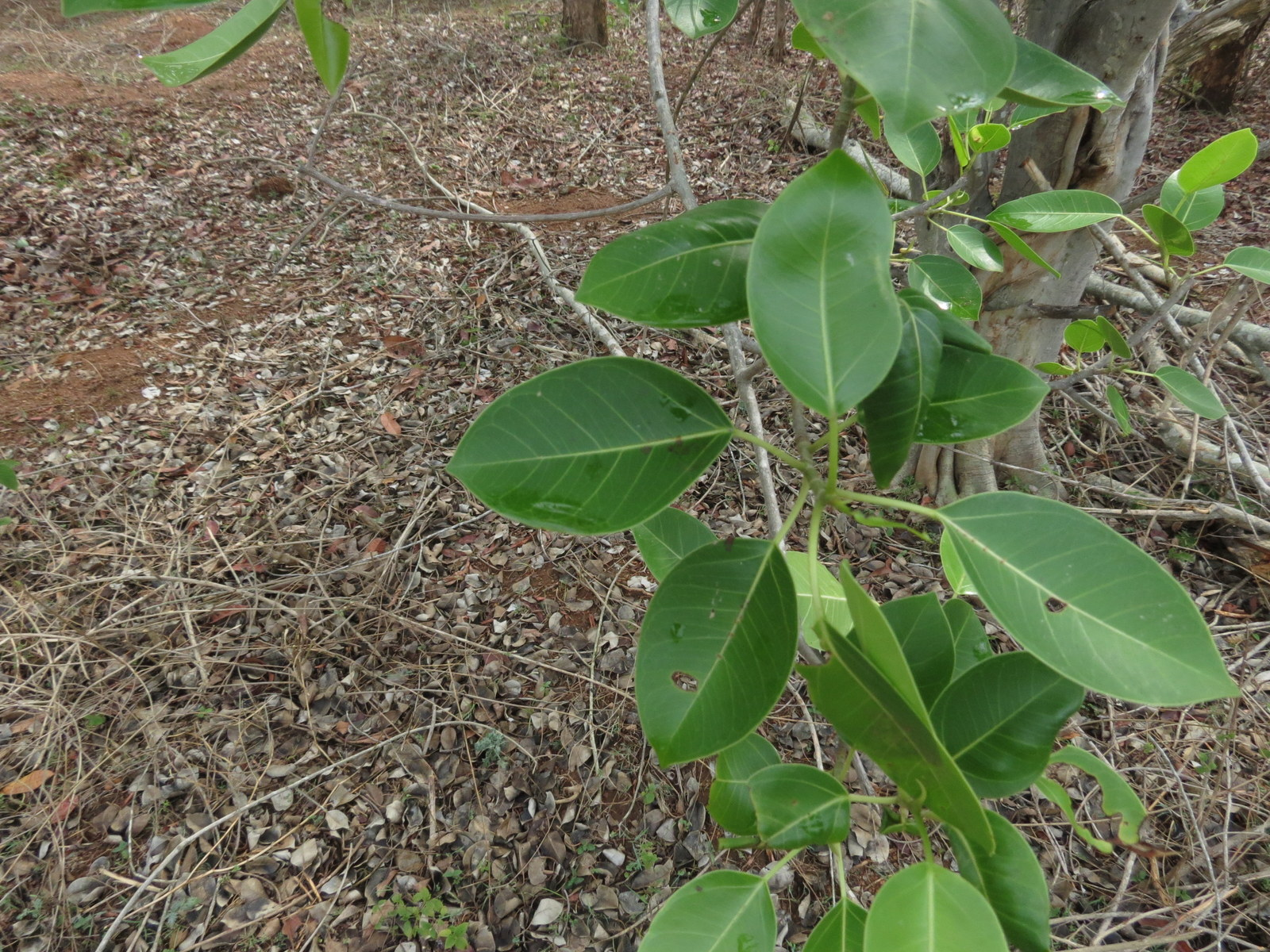
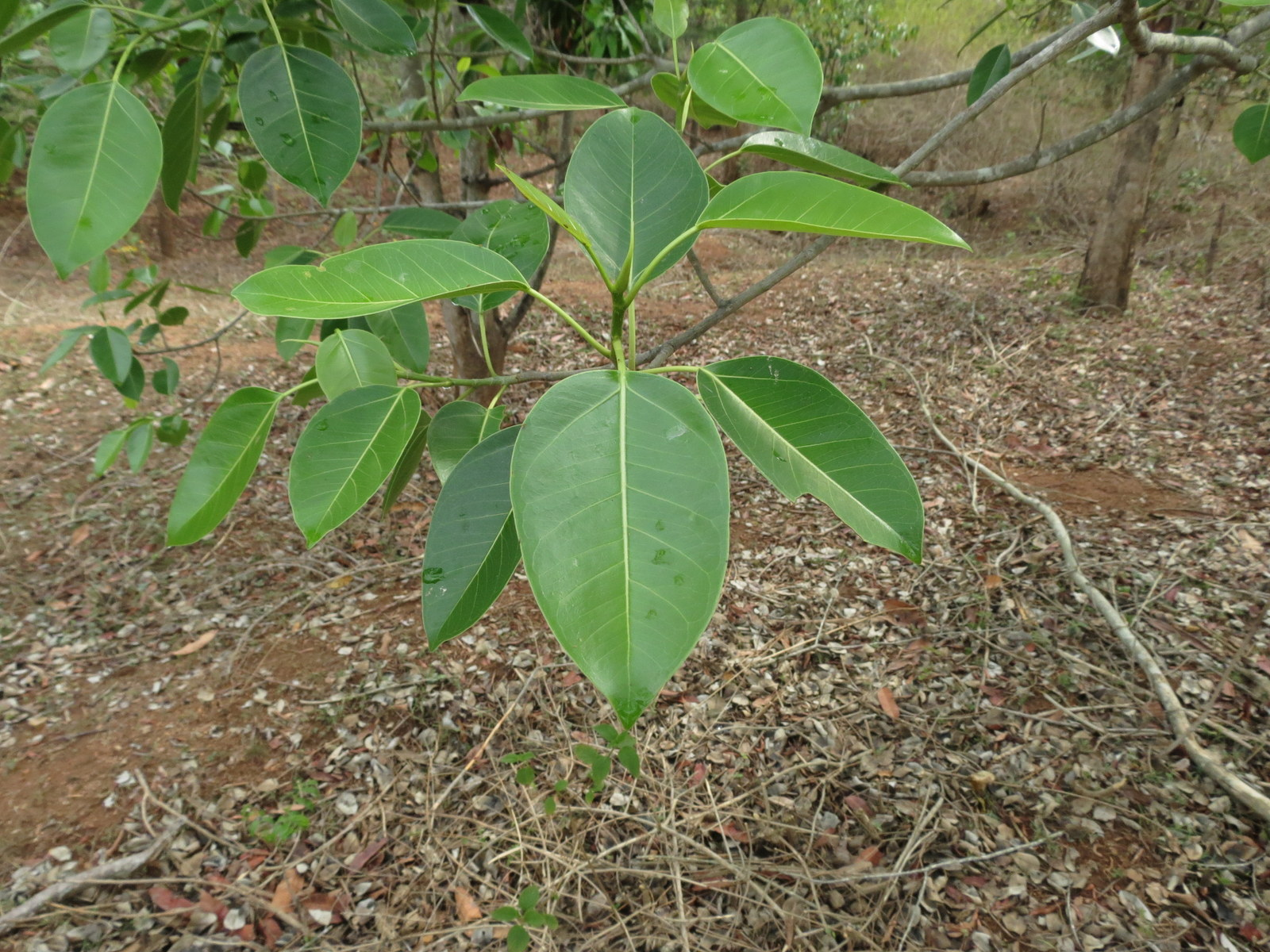
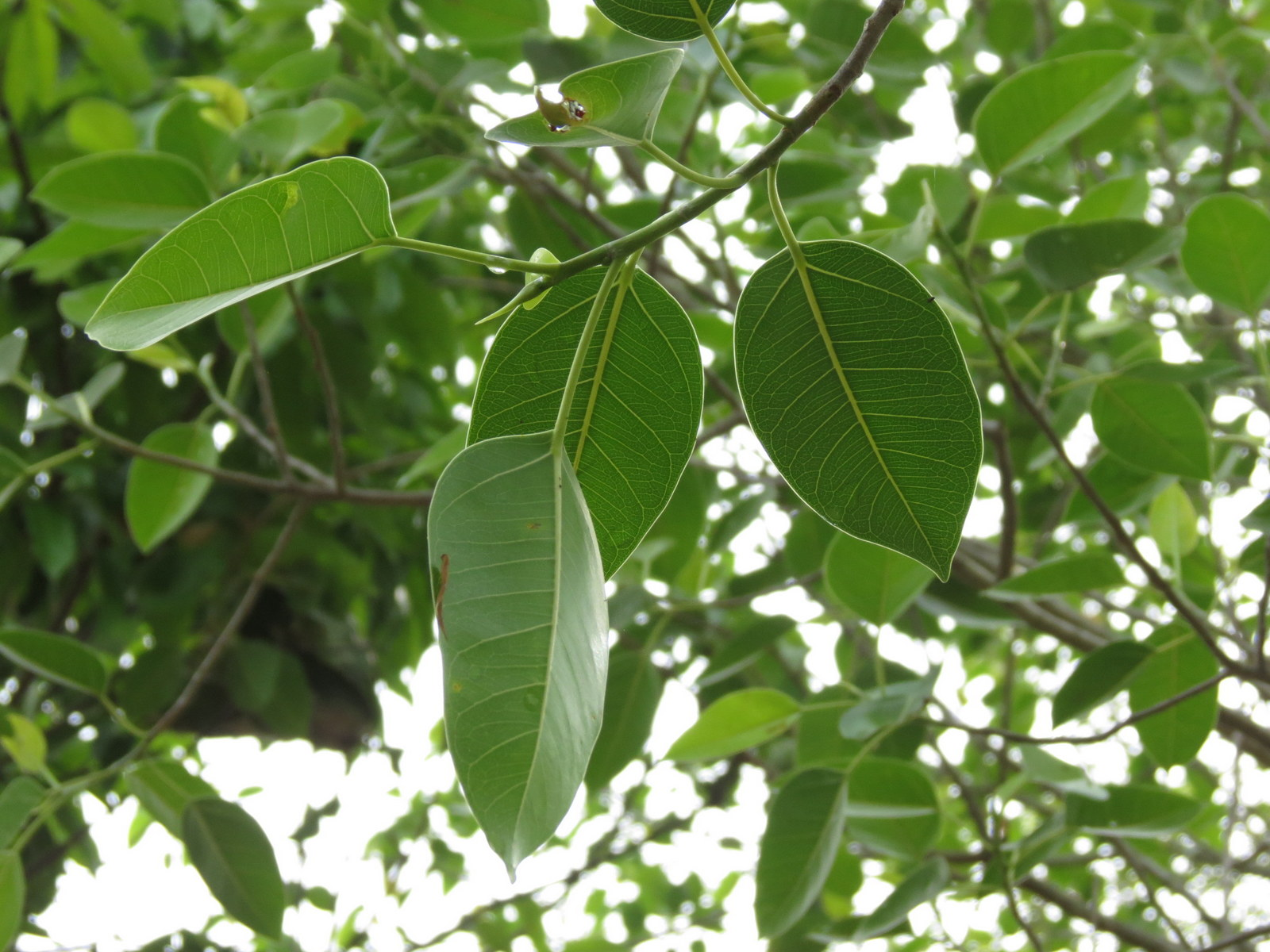
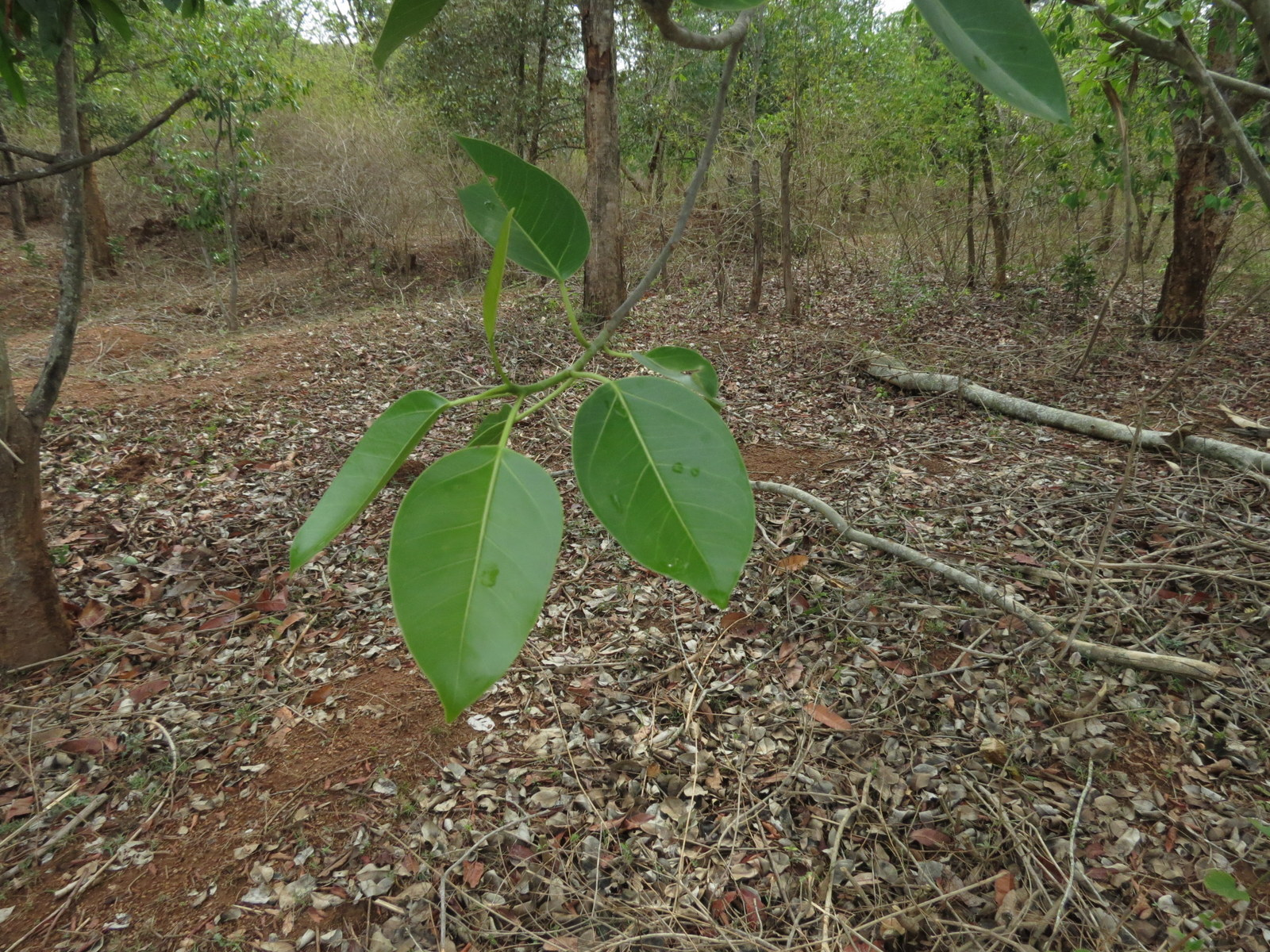
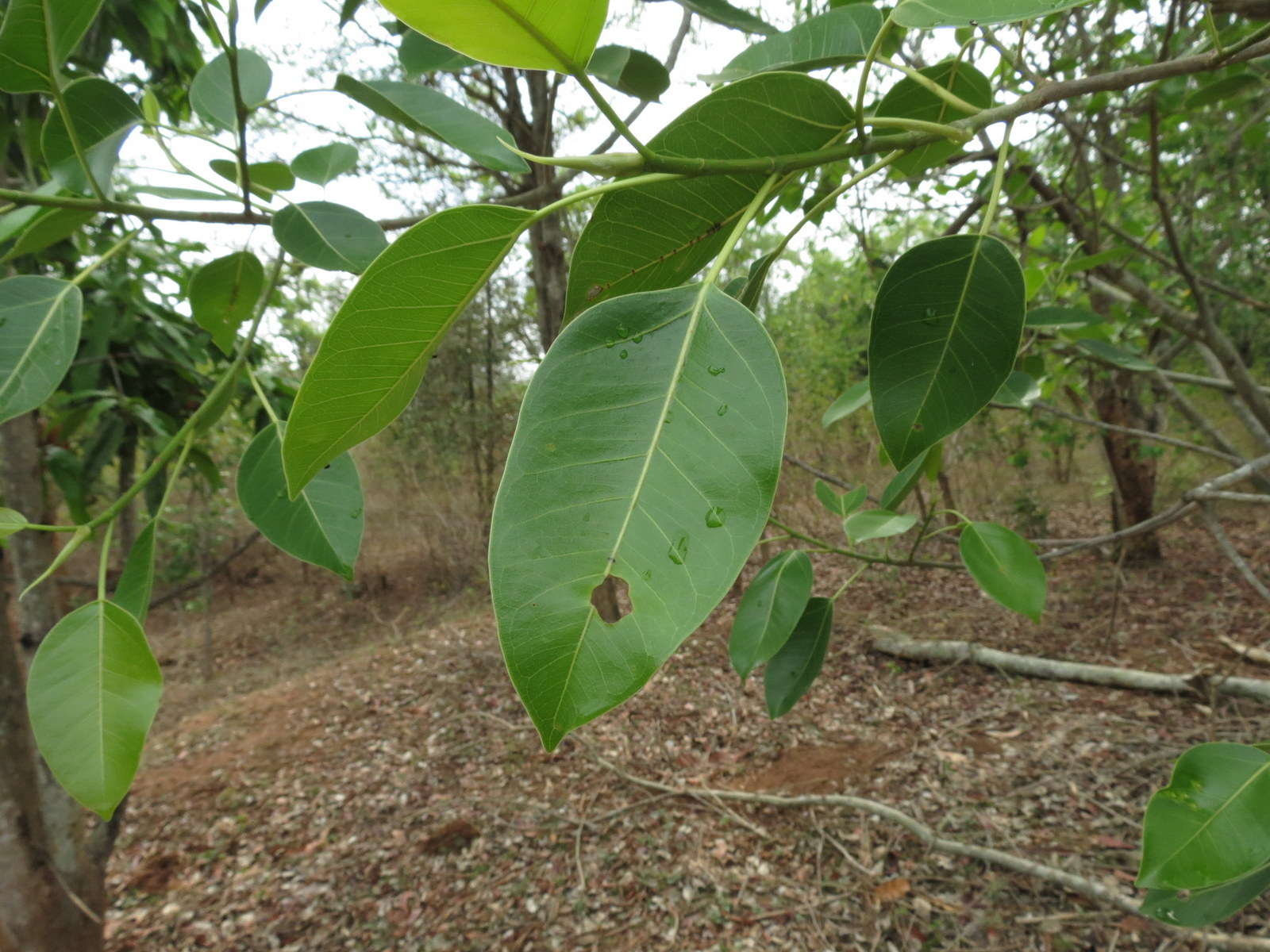